# Canotier
 (août 2024).
Si vous disposez d'ouvrages ou d'articles de référence ou si vous connaissez des sites web de qualité traitant du thème abordé ici, merci de compléter l'article en donnant les références utiles à sa vérifiabilité et en les liant à la section « Notes et références ».

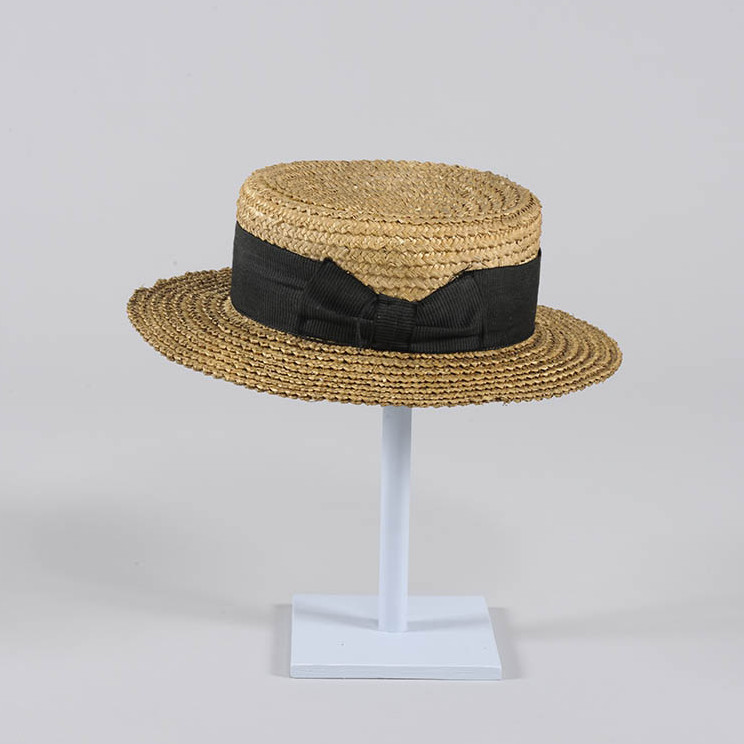
Canotier, sans date, collection Musées départementaux de la Haute-Saône

Le canotier est un chapeau de paille de forme ovale à fond plat, à bords également plats, orné d’un ruban, qui est mis à la mode par les fervents du sport à la fin du XIXe siècle.

## Histoire

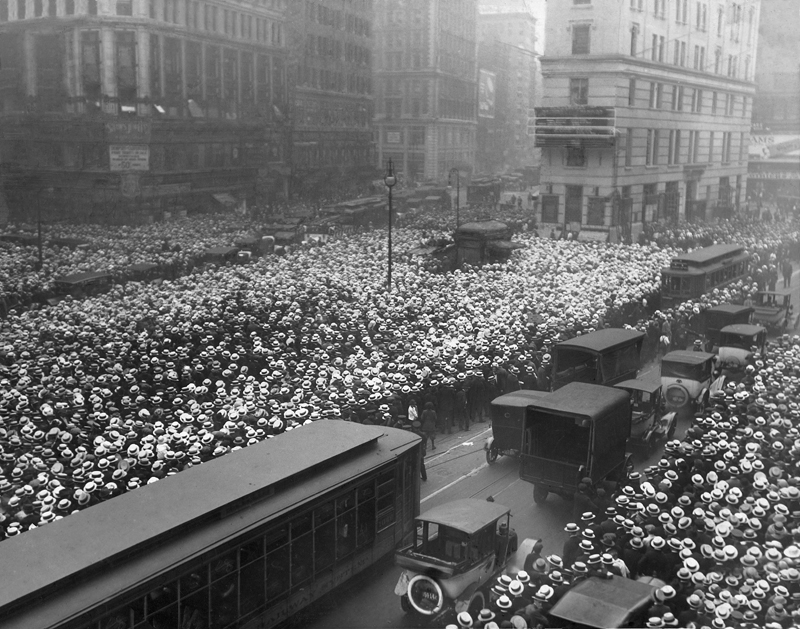
Coiffée de canotiers, la foule réunie à Times Square devant l'immeuble du New York Times suit le déroulement du match de boxe entre Jack Dempsey et Georges Carpentier (juillet 1921).

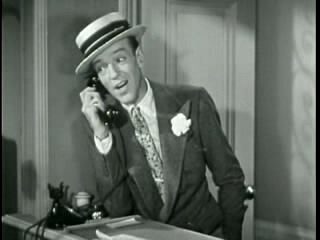
Fred Astaire dans Swing Romance (1940).

Élément de l'uniforme d'été des marins au milieu du XIXe siècle, ce chapeau est utilisé par les canotiers, c'est-à-dire les marins qui montent les embarcations des navires. D'où son nom. Ce chapeau devient populaire à la suite de la mode qui a vu tous les enfants de la bonne société habillés en petits marins à la fin du XIXe siècle. Il est encore à la mode au début du XXe siècle. Il est apprécié des cyclistes et des sportifs de façon générale. D'abord porté par les hommes, les femmes finissent par l'adopter[réf. souhaitée]. 
L'étude exhaustive de l'iconographie sportive montre que le canotier n'est pratiquement jamais porté par les sportifs durant leurs exercices, mais beaucoup plus par les spectateurs. C'est donc le premier sportswear.  

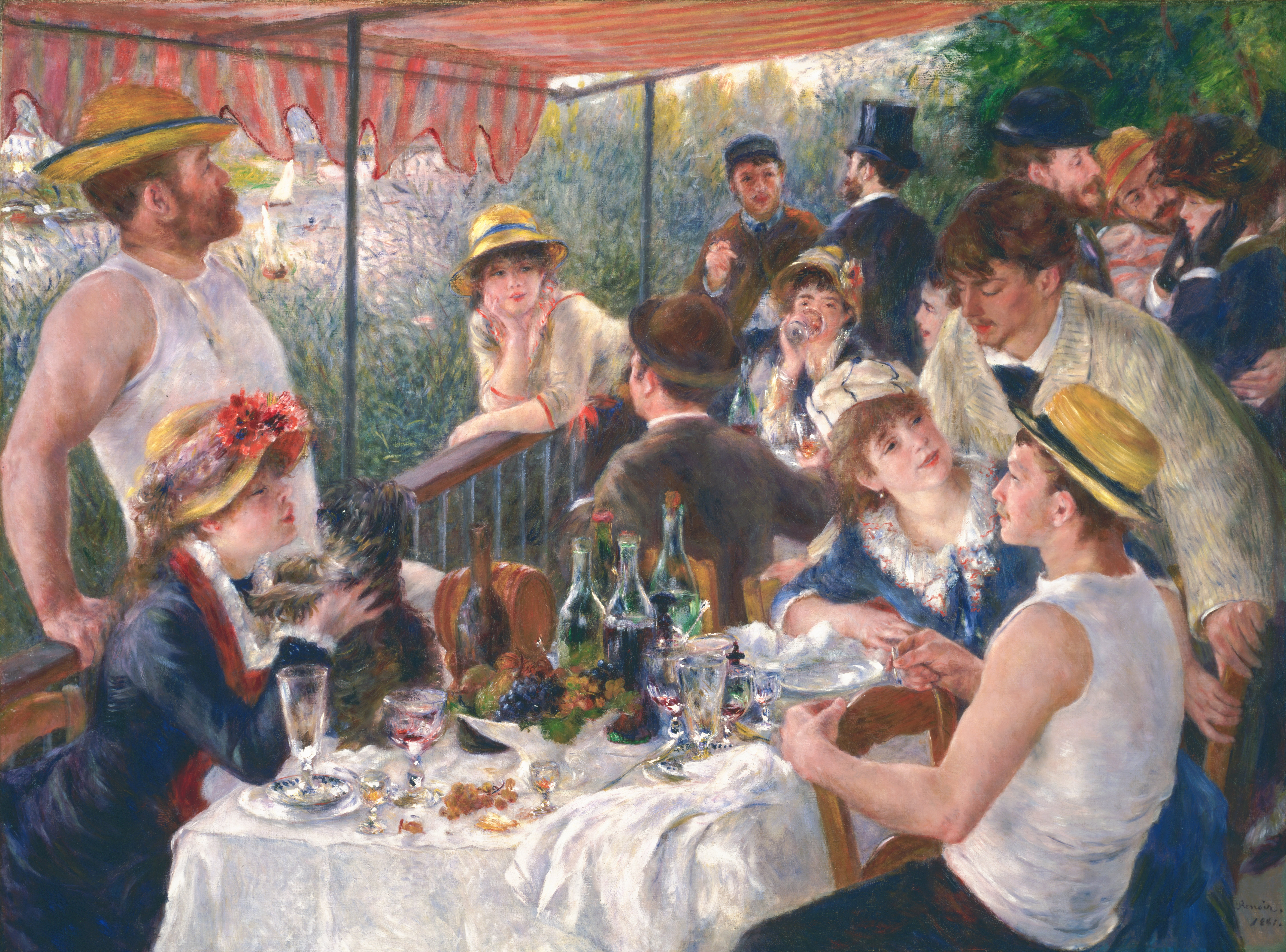
Le Déjeuner des canotiers, d'Auguste Renoir (1881).

Le tableau de Renoir Le Déjeuner des canotiers ne porte pas ce titre à cause des chapeaux, mais pour célébrer les rameurs. D'ailleurs, à l'exception du couvre-chef du personnage en bas à droite, aucun autre chapeau de paille ne répond à la géométrie du canotier.  
La façon de le porter était codifiée[réf. nécessaire] ainsi la mode voulait qu'il soit porté penché en avant et incliné avec désinvolture sur l'oreille. 
Les dimensions et la forme du canotier pour dame évoluent au gré de la mode, tout au long du XXe siècle. Chapeau à triple épaisseur de paille pour les hommes, en toutes matières et largeurs de bords pour les femmes. 
À l’époque, hommes et femmes portaient le chapeau comme un moyen d'affirmer leur statut social… Les femmes adoptent surtout le canotier à la fin du XIXe siècle[réf. nécessaire], pour faire du sport : chasse, équitation, cyclisme. 
La capitale de la fabrication du canotier est Caussade.
À Paris, les canots à voile font leur apparition sur la Seine dès le début du XIXe. La préfecture de police en autorise la circulation sous certaines conditions en 1840. De nombreux individus se mettent à ramer (des «canotiers»), ils conduisent eux-mêmes leur embarcation. Le canot devient un divertissement. Ramer est un plaisir, tout comme s’encanailler dans les différentes guinguettes et autres lieux de plaisance de cette époque. Le canotage suscite de nombreuses réactions. Par des chansons, et évidemment en peinture. 
Les premiers canotiers parisiens de la fin du XIXe et du début du XXe siècle ne veulent pas rester en bourgeois pour conduire leur bateau et adoptent un costume qui s’inspire volontiers de ceux des matelots ou des mariniers, notamment à travers le chapeau rond orné d’un ruban qui faisait alors partie de la tenue de sortie réglementaire des hommes d’équipage. 
Dans la Marine, deux versions du chapeau rond coexistaient : une version en paille naturelle pour le service dans les pays chauds et une version imperméabilisée avec du goudron ou de la toile cirée noire pour le service dans les pays pluvieux. 
Le canotier est le chapeau emblématique de Gabrielle Chanel[réf. nécessaire]. Elle le porta très tôt en réaction aux couvre-chefs si garnis des femmes à son époque. 
Il devient particulièrement célèbre au XXe siècle quand les vedettes de music-hall comme Maurice Chevalier ou Fred Astaire s’en emparent : Maurice Chevalier s'illustra, en 1962, dans une chanson: le Twist du canotier, enregistrée avec le groupe rock français les Chaussettes noires.

## Galerie

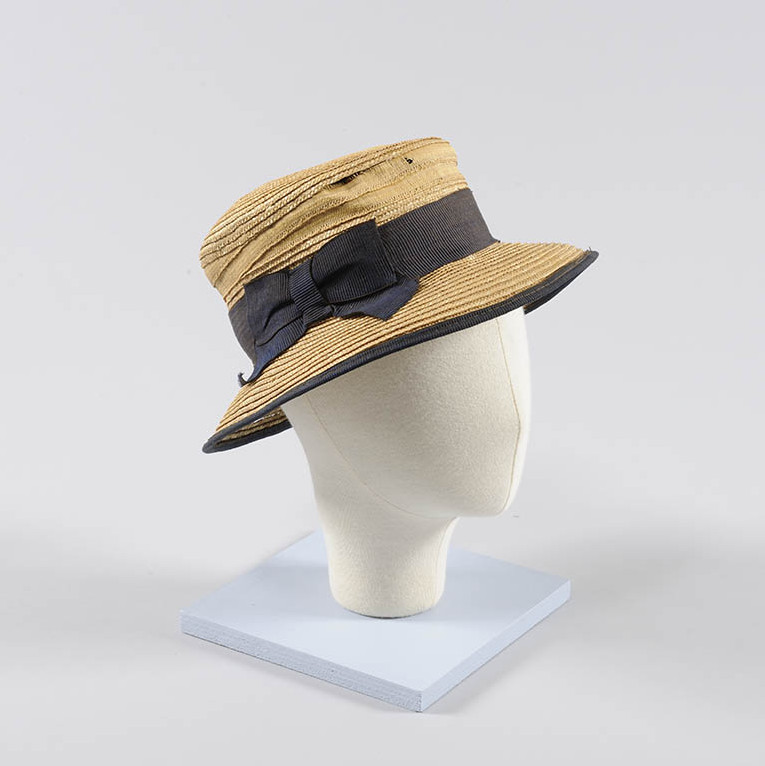
Canotier pour femme, sans date, collection Musées départementaux de la Haute-Saône
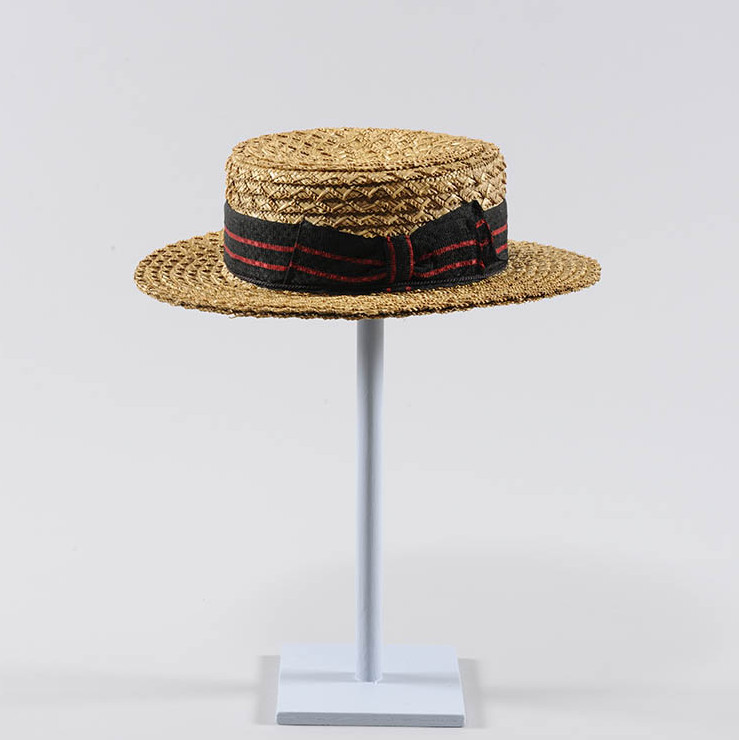
Canotier, sans date, collection Musées départementaux de la Haute-Saône
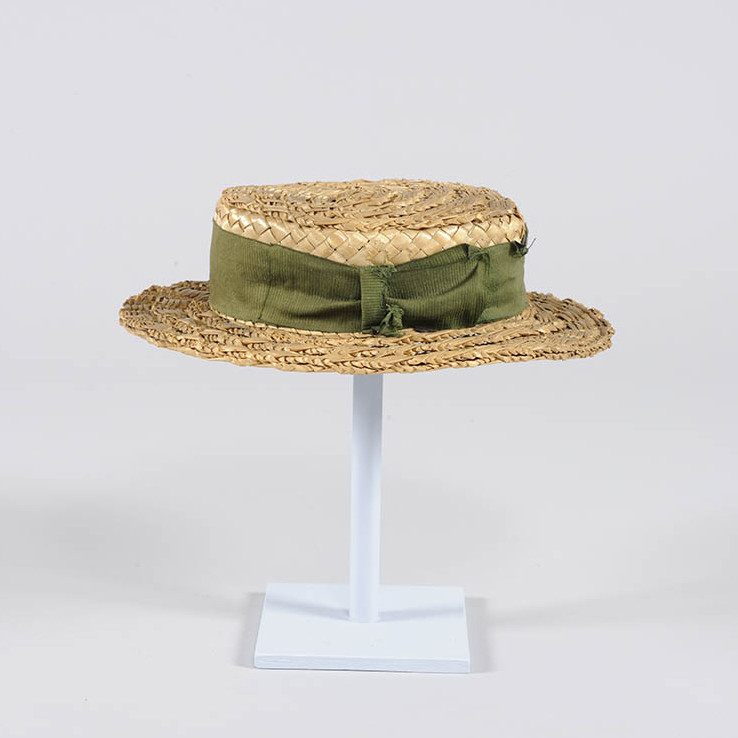
Canotier pour femme, sans date, collection Musées départementaux de la Haute-Saône
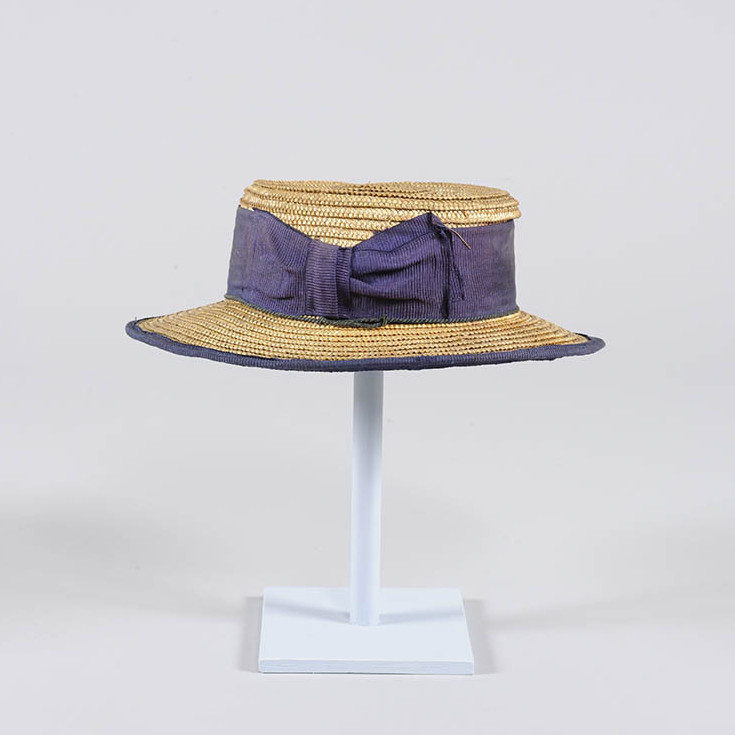
Canotier pour femme, sans date, collection Musées départementaux de la Haute-Saône
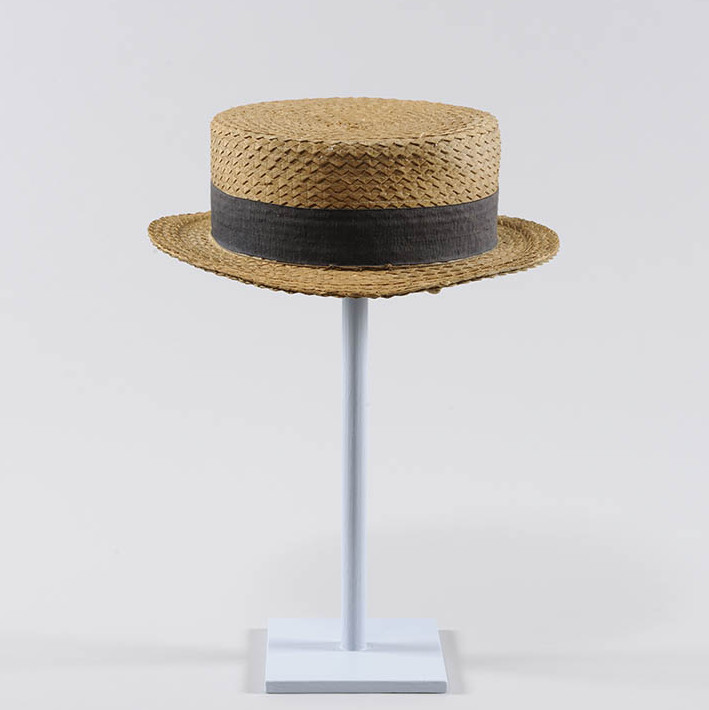
Canotier, sans date, collection Musées départementaux de la Haute-Saône
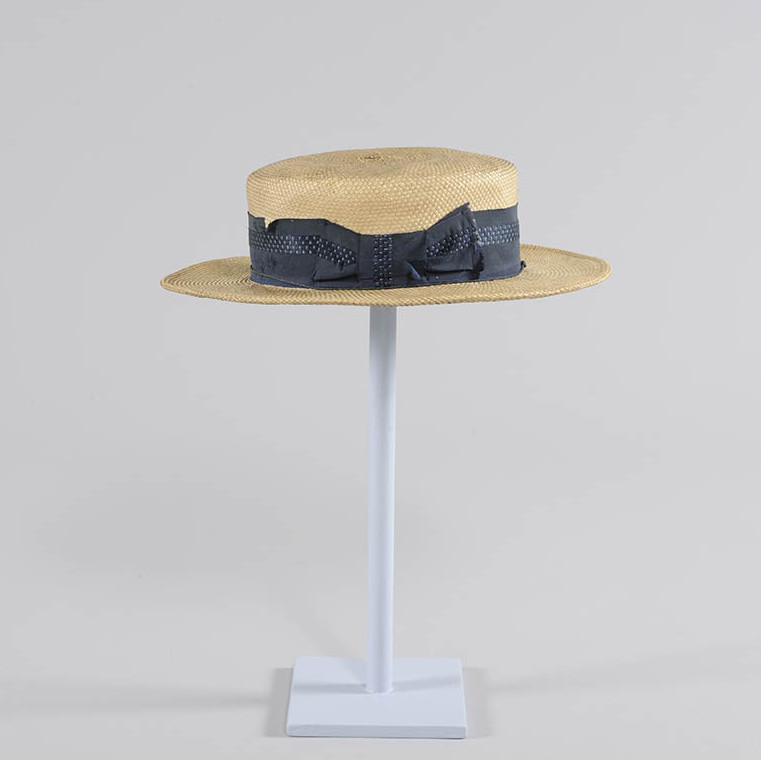
Canotier, sans date, collection Musées départementaux de la Haute-Saône
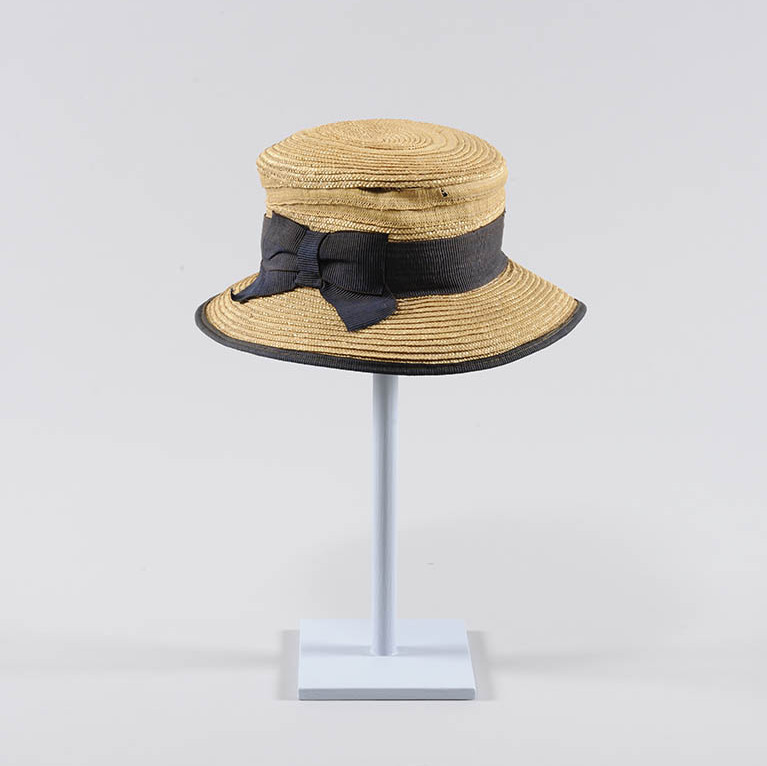
Canotier pour femme, sans date, collection Musées départementaux de la Haute-Saône